# Karhofhöhle

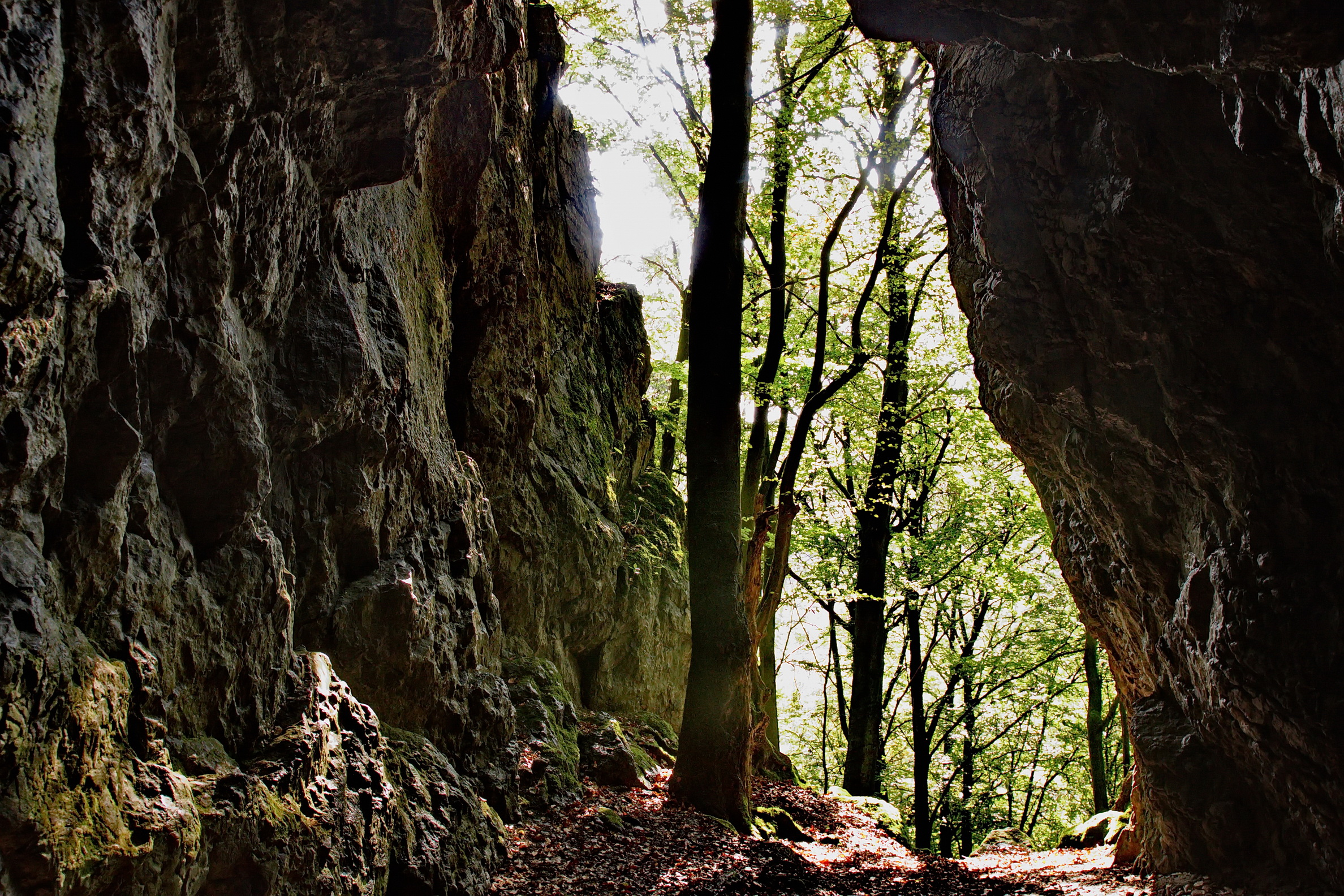
Blick aus der Karhofhöhle in den umgebenden Buchenwald

Die Karhofhöhle ist eine Höhle im mitteldevonischen Massenkalk bei Balve im Hönnetal. Die Höhle ist 125 m lang und liegt im Karhof-Kalkstein-Massiv, das sich rechts und links der Grübecker Straße, die durch das Grübecker Tal nach Neheim-Hüsten führt, befindet.
Sie wurde 1891 von Emil Carthaus untersucht.
Der Name der Höhle geht auf den früheren Eigentümer, den Landwirt Karhof aus Volkringhausen, zurück. Die Höhle befindet sich im Privatbesitz der Rheinisch-Westfälischen-Kalkwerke, Betriebsabteilung Hönnetal.